# Dioon califanoi
Dioon califanoi är en kärlväxtart som beskrevs av De Luca och Sabato. Dioon califanoi ingår i släktet Dioon och familjen Zamiaceae. IUCN kategoriserar arten globalt som starkt hotad. Inga underarter finns listade i Catalogue of Life.

## Bildgalleri

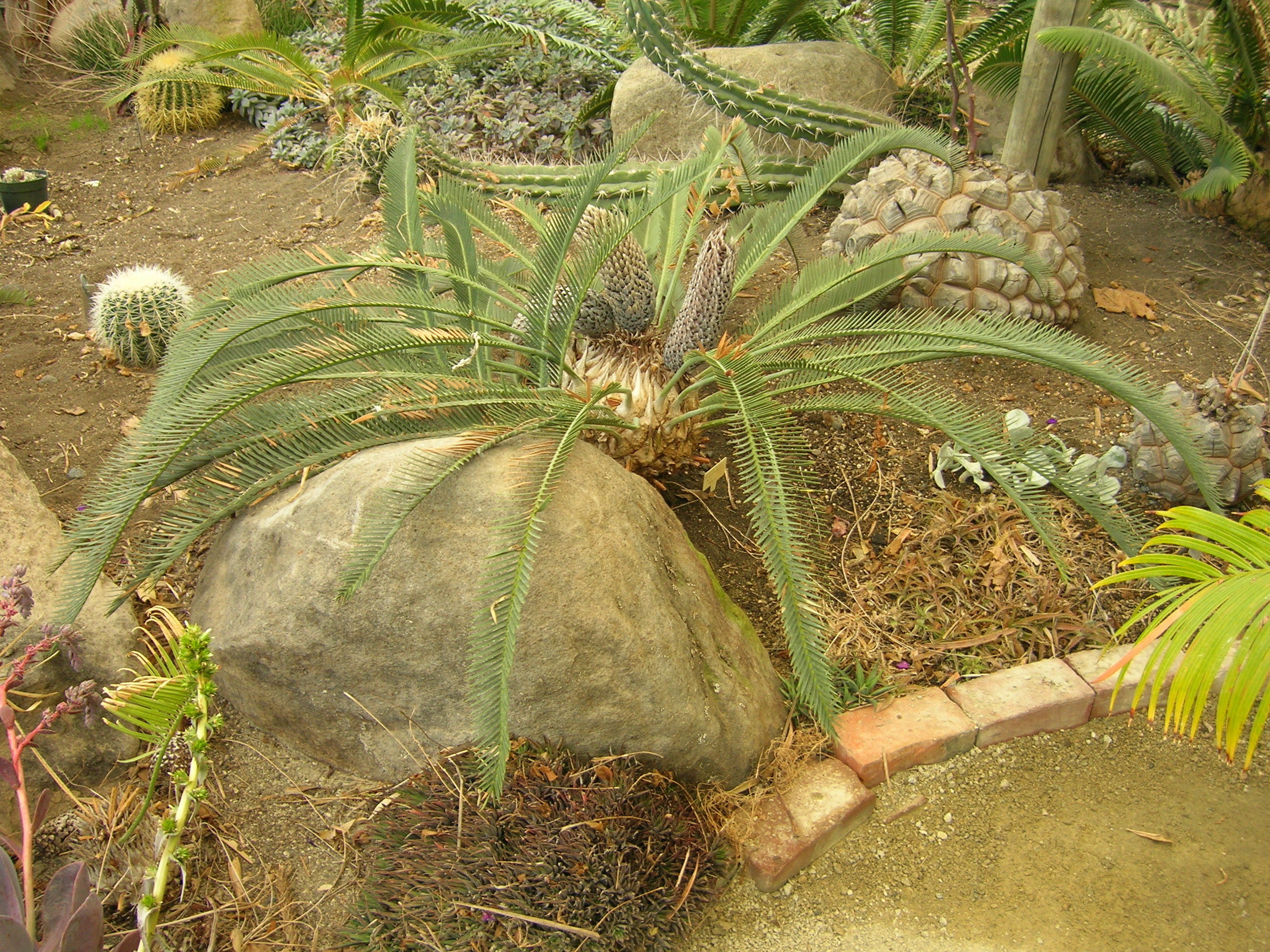